# Кейт Моргенрот
Кейт Моргенрот (на английски: Kate Morgenroth) е американска писателка на бестселъри в жанра трилър.

## Биография и творчество
Кейт Моргенрот е родена на 17 януари 1972 г. в Уестчестър Каунти, САЩ, в семейството на Уйлямсън Моргенрот, строителен инженер, и Елизабет Хейс, училищна библиотекарка в Бронкс. Има по-големи брат – Ли и сестра – Ан.
През 1994 г. завършва Пристънския университет с бакалавърска степен по творческо писане. След дипломирането си работи в продължение на 1 година като учител по английски език в Китай. След завръщането си в САЩ работи като маркетинг асистент и редактор в издателство „Харпър Колинс“ в Ню Йорк. След няколко години напуска, за да пише.
Първият ѝ трилър „Kill Me First“ е публикуван през 1999 г. Той става бестселър и тя окончателно се посвещава на писателската си кариера.
Преподава творческо писане в университета „Ню Скул“ в Ню Йорк.
Кейт Моргенрот живее в Ню Йорк.

## Произведения

### Самостоятелни романи
- Kill Me First (1999)
- Saved (2002)
- Jude (2004) – издаден и като „Framed“
- Echo (2007)
- They Did It with Love (2007)
Убийство с любов, изд. „Бард София (2010), прев. Елена Кодинова
- Through the Heart (2009)